# Рыболовный трал

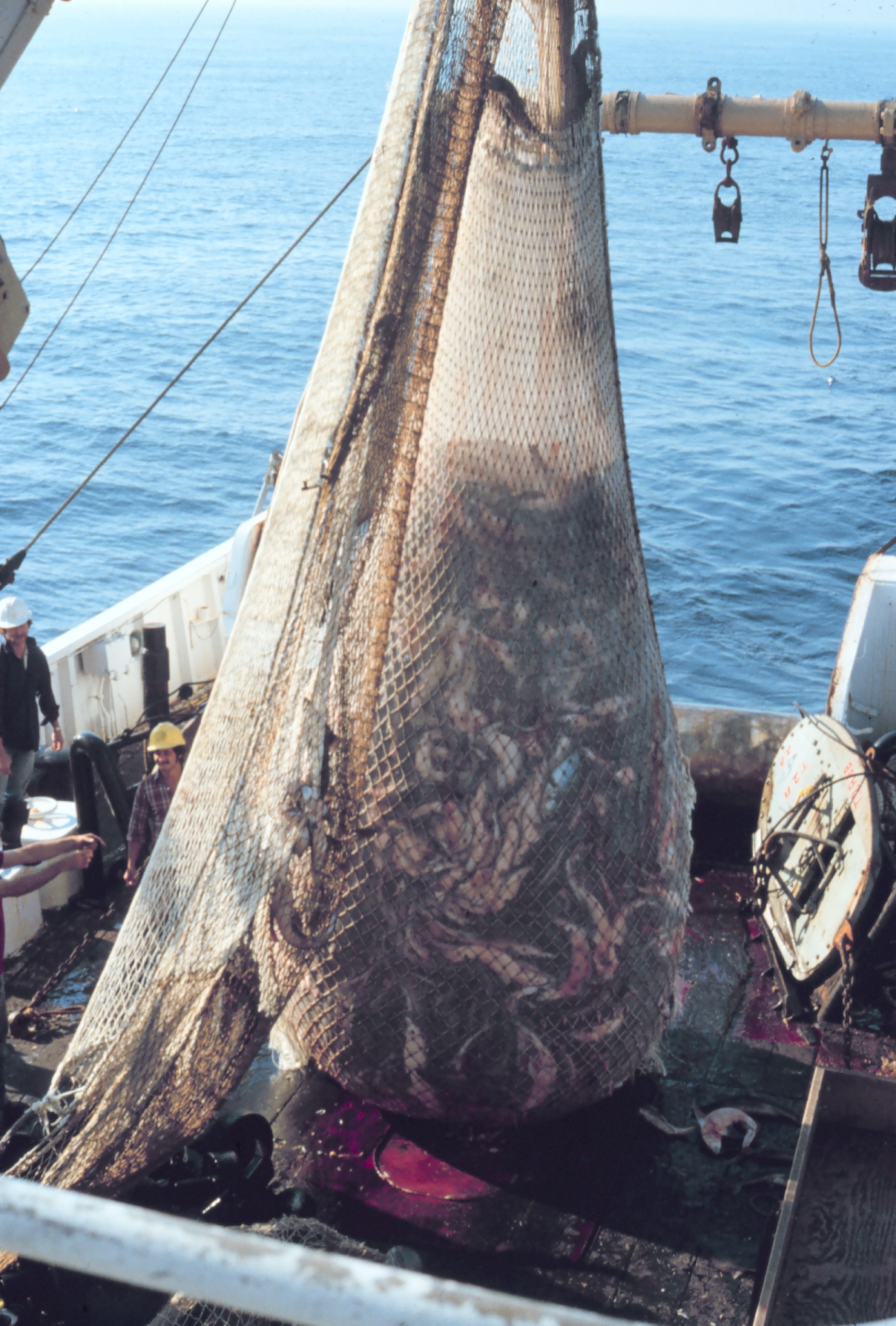

Трал — высокопроизводительное буксируемое (тралирующее) сетное отцеживающее орудие лова, широко применяемое в мировом морском промышленном рыболовстве. Представляет собой большой сетный буксируемый рыболовным траулером мешок, сделанный из канатов и сетей (делей). Передняя часть трала (устье) при тралении раскрывается специальными распорными устройствами: по горизонтали — траловыми досками (подвешенными перед крыльями трала), а по вертикали — грузами (подвешенными к нижней подборе), поплавками (подвешенными к верхней подборе) и гидродинамическими щитками.

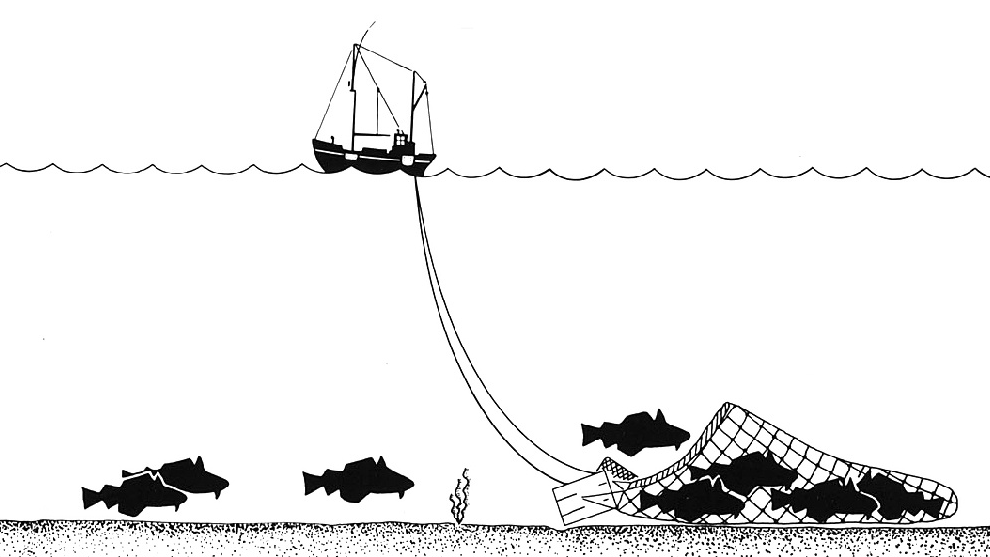
Принципиальная схема ловли рыбы с помощью донного трала

По положению трала в толще воды различают два типа тралов — пелагический, или разноглубинный трал, который буксируется судном у поверхности или в толще воды, и донный трал, нижняя подбора которого тралит по поверхности грунта. Разноглубинным тралом ловят пелагических рыб, донным тралом — донных рыб и других бентических гидробионтов, например лангустов. Положение разноглубинного трала в определённом горизонте пелагиали определяется конструкцией траловых досок, углом их раскрытия и скоростью судна. Для контроля глубины хода трала к нему прикрепляется эхолот, передающий сигналы на мостик судна. Кроме обычных тралов имеются их спаренные модификации, называемые близнецовыми тралами, которые буксируют двумя одинаковыми судами, благодаря чему достигается рабочее положение сетного мешка. Такой способ лова называется близнецовым.

### Экологические проблемы
Лов донным тралом считается особенно губительным для донных гидробионтов, так как при его использовании уничтожается донная фауна и прикреплённые водоросли-макрофиты. Зачастую для восстановления донной экосистемы требуются от полутора до шести с половиной лет.

## Конструктивные элементы трала

### Траловые доски

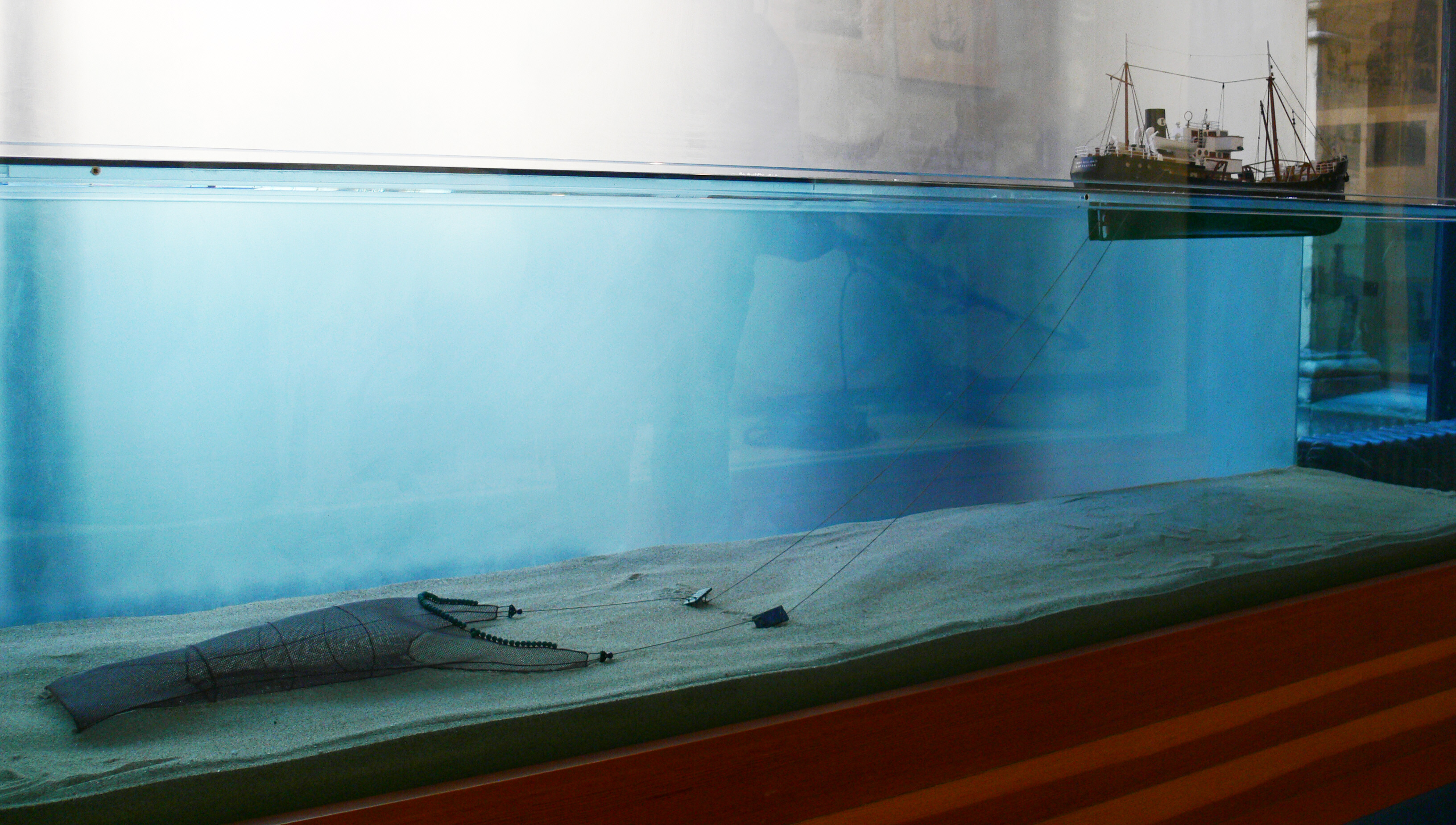
Макет донного рыболовного трала, буксируемого судном

Парные (симметричные) металлические устройства, предназначенные для раскрытия устья трала по горизонтали. По сути являются гидродинамическими щитками. Траловые доски (левая и правая) соединяются с траулером посредством длинных стальных тросов — ваеров. С помощью относительно коротких тросов — кабелей — доска соединяется с верхней и нижней подборами трала. В донных и пелагических тралах применяются различные по конструкции траловые доски — донные и разноглубинные. Конструкции траловых досок очень разнообразны. От правильного выбора типа, размера и правильной настройки траловой доски в значительной степени зависит улов трала. В процессе траления, пара траловых досок занимают такое положение в набегающем потоке воды, что создаётся большая гидродинамическая сила, растягивающая устье трала в горизонтальном направлении.
По конструктивным типам доски бывают: прямоугольные, овальные, сферические, V-образные, щелевые, с предкрылкам, с закрылками и т. п. Для определения эксплуатационных характеристик траловых досок (их гидродинамических коэффициентов), их модели испытываются (продуваются) в опытовых бассейнах в гидролотках.

Выборка трала
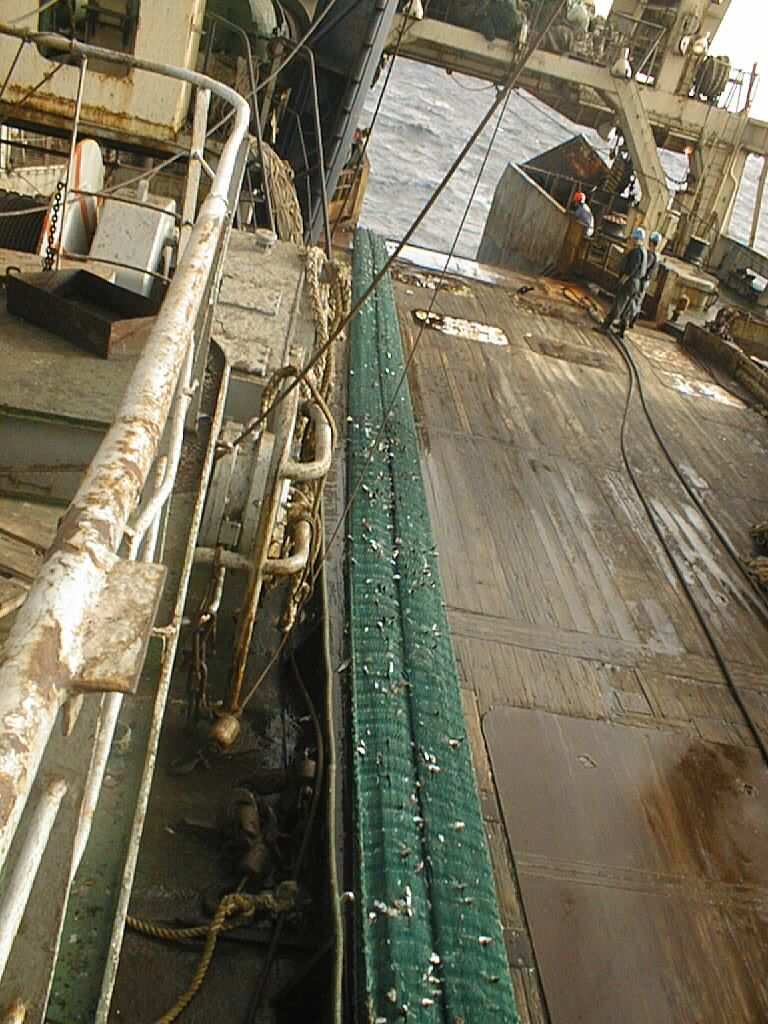
Начальная стадия
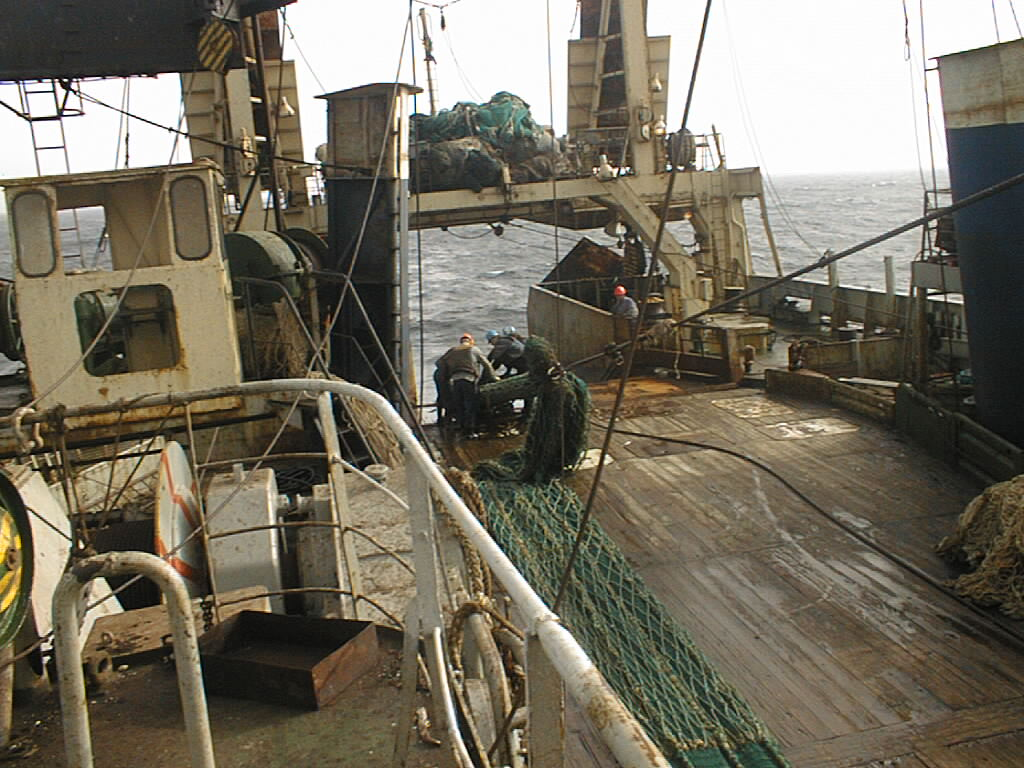
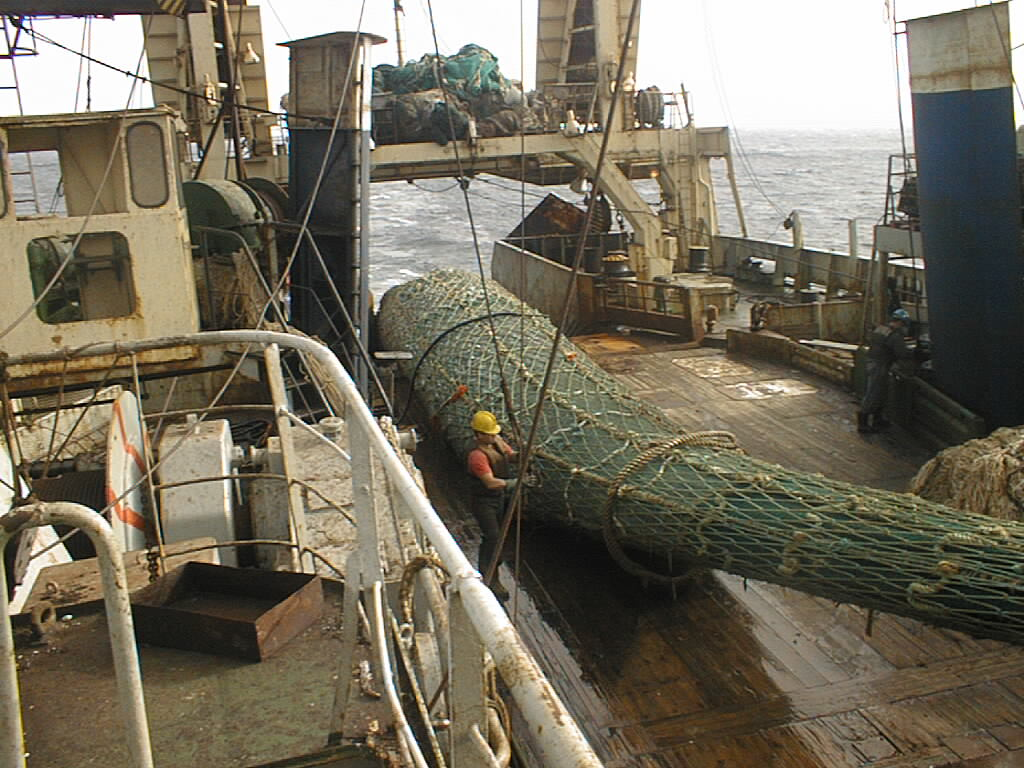
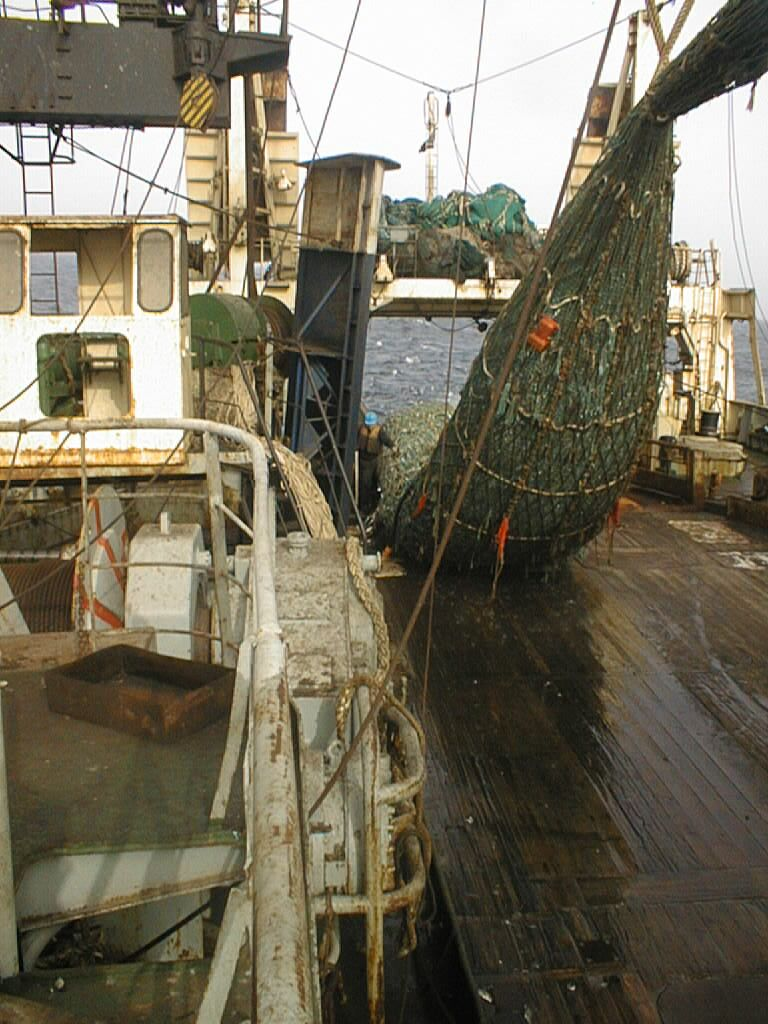
Конечная стадия